# Sấm Trạng Trình
Sấm Trạng Trình hay sấm ký Nguyễn Bỉnh Khiêm là những lời được cho là có tính tiên tri của Nguyễn Bỉnh Khiêm (còn gọi là Trạng Trình, nhân vật lịch sử nổi tiếng của Việt Nam) về các biến cố chính của dân tộc Việt Nam trong khoảng 500 năm (từ năm 1509 đến khoảng năm 2019). Theo suy diễn, nhiều điểm được nêu trong sấm ký này đã trùng khớp với các sự kiện lịch sử Việt Nam mà nổi bật nhất là tiên đoán về quốc hiệu Việt Nam vì vào thời Nguyễn Bỉnh Khiêm sống thì Việt Nam chưa có quốc hiệu này mà vẫn còn dùng quốc hiệu Đại Việt.

## Quá trình hình thành
Nguyễn Bỉnh Khiêm là học trò của Lương Đắc Bằng. Ông đã từng vận dụng Thái Ất thần kinh (hiện đã thất truyền) để đưa ra các tiên đoán của mình về thời cuộc để mong biết được vận mệnh, nhân tình thế thái nhằm ứng xử sao cho ích lợi cả đôi đường.

## Phiên bản

### Sấm ký bản A
Sấm ký ở bản A có 262 câu, gồm 14 câu "cảm đề" và 248 câu "sấm ký". Đây là bản trích ở bộ "Thành ngữ, điển tích, danh nhân từ điển" (tập 2) của Trịnh Văn Thanh xuất bản tại Sài Gòn năm 1966.

### Các bản khác
Ngoài sấm ký bản A còn có ít nhất ba dị bản về sấm Trạng Trình. Tài liệu liên quan hiện có 20 văn bản, trong đó bảy bản là tiếng Hán Nôm lưu tại Thư viện Khoa học Xã hội (trước đây là Viện Viễn Đông Bác Cổ) và Thư viện Quốc gia Hà Nội và 12 tựa sách quốc ngữ về sấm Trạng Trình xuất bản từ năm 1948 đến nay. Bản tiếng quốc ngữ phát hiện sớm nhất có lẽ là Bạch Vân Am thi văn tập in trong Quốc Học Tùng Thư năm 1930 mà hiện nay vẫn chưa tìm được.

## Giai thoại và lịch sử
Sấm ký gắn với những giai thoại và sự thật lịch sử. Nhiều nội dung trong sấm ký hiện đã được giải mã. Đến nay đã có nhiều giai thoại và sự thật lịch sử về Sấm Trạng Trình đã được giải mã và cho là ứng nghiệm:
1. Giúp chúa Trịnh phò vua Lê để cùng trị nước
2. Giúp chúa Nguyễn cát cứ ở Thuận Hóa (Hoành Sơn) để phát triển sự nghiệp
3. Giúp nhà Mạc chọn Cao Bằng cát cứ mấy đời
4. Nguyễn Công Trứ phá đền
5. Nguyễn Nhạc xuất thân từ biện lại làm vua
6. Bằng quận công Nguyễn Hữu Chỉnh nắm quyền lớn rồi chết
7. Cha con Quang Trung và Cảnh Thịnh làm vua 14 năm
8. Nhà Nguyễn tin và mất nước về tay người phương Tây
9. Khởi nghĩa Yên Bái
10. Nơi sinh Chủ tịch Hồ Chí Minh
11. Thế chiến II
12. Cái chết của Toàn quyền Pierre Pasquier
13. Cách mạng tháng Tám
14. Tiếp quản Thủ đô Hà Nội 1954
15. Chiến tranh biên giới Tây-Nam
16. Chiến tranh Iraq

## Đánh giá
Trước Nguyễn Bỉnh Khiêm, vua Trần Nhân Tông (1258- 1308) là người rất coi trọng phép biến Dịch. Ông đã viết trong "Cư trần lạc đạo" rằng: "Kinh Dịch xem chơi, yêu tính sáng yêu hơn châu báu. Sách Nhàn đọc giấu, trọng lòng rồi trọng nữa hoàng kim".

### Quan điểm trái chiều
Cũng như các cáo buộc về lời tiên tri khác, Sấm Trạng Trình có "ứng nghiệm" có thể chẳng qua do trùng hợp ngẫu nhiên hoặc do kết quả tâm lý của thiên kiến xác nhận (confirmation bias), bản chất chỉ là những câu chung chung nhưng khiến người ta suy ra được những "nghĩa bóng" đôi khi không có thật. Không nên quá tin vào tiên tri, có thể gây hoang mang hoặc mê tín dị đoan.

### Trích dẫn
| “ | Trạng Trình đã nắm được huyền cơ của tạo hóa Nguyễn Thiếp – danh sĩ thời Lê Mạt | ” |

| “ | An Nam lý học hữu Trình Tuyền Chu Xán – sứ giả của triều Thanh | ” |